# کلیو کالدر
کلیو کالدر (انگلیسی: Clive Calder؛ زادهٔ ۱۳ دسامبر ۱۹۴۶ ‏(۷۸ سال)) کارآفرین، سرمایه‌دار و تهیه‌کننده موسیقی اهل آفریقای جنوبی و ساکن بریتانیا است، که بنیانگذار گروه زومبا بشمار می‌آید.